# Desire (film 2017)
Desire (Desearás al hombre de tu hermana) è un film del 2017 diretto da Diego Kaplan.
La sceneggiatura è stata scritta da Erika Halvorsen, su un'idea di Alex Kahanoff. La protagonista della pellicola è Carolina "Pampita" Ardohain nel suo primo ruolo da protagonista, insieme a Mónica Antonopulos, Guilherme Inverno, Juan Sorini e Andrea Frigerio.
Il 21 dicembre 2017, Netflix ha reso disponibile il film sulla sua piattaforma con sottotitoli in inglese, spagnolo o portoghese. Il film ha suscitato alcune polemiche per le sue scene e per i suoi contenuti altamente espliciti.